# 라디오 스쿨데이즈
라디오 스쿨데이즈(일본어: ラジオ スクールデイズ, 영어: Radio School Days)는 일본에서 2007년 7월부터 시작한 TV 애니메이션『스쿨데이즈』의 방영과 맞추어 시작한 인터넷 라디오 방송이다. 퍼스널리티는 사이온지 세카이역의 카와라기 시호와 카츠라 코토노하역의 오카지마 타에.

## 방송개요
- 방송기간：Lantis - 2007년 6월 26일~2008년 3월 28일
- 방송사이트：란티스 웹라디오·온센
- 방송갱신일：매주 금요일(온센에선 그 다음주 수요일）
- 송신 파일 형식:Windows Media Audio(asx)·RealAudio(.smi)

방송시 협찬사 멘트는 없지만 에이벡스 엔터테인먼트와 Lantis의 CM이 방송 중 흘러나온다.

## 코너
일반 사연(ふつおた)
애니메이션이나 라디오의 감상·질문부터 일상생활에서 일어난 일까지.
애니메이션 DVD의「초회한정판」에 특전으로 제공된「출장판」에서는 각 2화 별로 수록된 내용에 대한 네타바레가 포함되어 있다.
모두의 스쿨데이즈(みんなのSchool Days)
학교에서의 추억이나 학교에서 있었던 일 등 학교와 관련된 이야기를 하는 코너.
마코토의 나라에서(誠の国から)
연인에게 헤어짐을 전하는 방법에 관하여 재미있게 이야기 하는 코너.
행렬이 생기는 망상연애상담실(行列のできる妄想恋愛相談室)
"혹시 이런 상황이 일어난다면..."이라는 망상을 가지고 연애상담을 하는 코너.
최근에는 망상이 아닌 청취자에 의한 실제 연애상담이 투고되었다.

## 초대 손님(게스트)
인터넷 라디오 본방외에도 DVD의 특전 등에 출연경험이 있음
- 이모토 케이코(키요우라 세츠나 역) (#7, #8, DVD3권 특전『보습 디스크 세 번째 시간』, PS2판「School Days L×H」한정판특전『출장판 ~여기는 스퀴즈 마음껏CD~』, Radio CD Vol.3「두 반이상의 낙하산 부대」)
- 히라카와 다이스케(이토 마코토 역) (#9, #10, #31, #32, #38, #39, DVD1~5권 특전『보습 디스크 첫 번째~다섯 번째 시간』, Radio CD Vol.3「두 반이상의 낙하산 부대」)
- 마츠모토 요시로(사와나가 다이스케 역) (#9, #10, #39, DVD2권 특전『보습 디스크 두 번째 시간』, DVD4권 특전『보습 디스크 네 번째 시간』, DVD6권 특전『보습 디스크 여섯 번째 시간』)
- 타카하시 치아키(칸로지 나나미 역) (#37, #38, Radio CD Vol.2「두 반만의 사회과 견학」)
- 아시로 메구(카츠라 코코로 역) (#21, #22, #25, Radio CD Vol.3「두 반이상의 낙하산 부대」)

인터넷 라디오에는 출연하지 않았지만 DVD의 특전 등에는 출연경험이 있음
- 나가미 하루카(카토 오토메 역) (DVD5권 특전『보습 디스크 다섯 번째 시간』, Radio CD Vol.1「두 반만의 체육제」)
- 타나카 료코(쿠로다 히카리 역) (DVD6권 특전『보습 디스크 여섯 번째 시간』, Radio CD Vol.1「두 반만의 체육제」)
- 쿠리바야시 미나미(오부치 미나미 역, 게임판·TV 애니메이션판 엔딩 테마를 담당) (Radio CD Vol.2「두 반만의 사회과 견학」)

인터넷 라디오의 본방에만 출연경험이 있음
- 치지와 류우사쿠(역 아나운스 역)(#25, #26)
- yozuca*(게임판·TV 애니메이션판 엔딩 테마를 담당) (#31, #32)
- rino(CooRie)(TV 애니메이션판 엔딩 테마를 담당) (#31, #32)
- 이토 마코토(애니메이션 프로듀서) (#39/#33에선 이메일 투고 형식으로 소개되었다.)

그 밖에(이메일 투고 형식으로해서 방송중에 소개되었다.)
- 사케츠키 호마레(만화판 작가) (#13)
- 고토 준지(작화총감독) (#15)
- 메이저즈 누마키치(오버플로우 대표) (#35)

## 관련 상품
Radio "School Days" CD Vol.1 - 두 반만의 체육제(二組だけの体育祭)
(Lantis · LACA-5710)
스쿨데이즈의 라디오CD 제1탄. CD 2장으로 구성되어 있으며 오디오 CD 쪽의 신규 수록분은 물론 인터넷으로 송신한 라디오 스쿨데이즈의 1화부터 13화까지도 데이터 CD내에 MP3 형식으로 수록.
Radio "School Days" CD Vol.2 - 두 반만의 사회과 견학(二組だけの社会科見学)
(Lantis · LACA-5738)
스쿨데이즈의 라디오CD 제2탄. CD 2장으로 구성되어 있으며 오디오 CD 쪽의 신규 수록분은 물론 인터넷으로 송신한 라디오 스쿨데이즈의 14화부터 26화까지도 데이터 CD내에 MP3 형식으로 수록.
Radio "School Days" CD Vol.3 - 두 반이상의 낙하산 부대(二組以上の落下傘部隊)
(Lantis · LACA-5779)
스쿨데이즈의 라디오CD 대망의 완결판. CD 2장으로 구성되어 있으며 오디오 CD 쪽의 신규 수록분은 물론 인터넷으로 송신한 라디오 스쿨데이즈의 27화부터 최종화(39화)까지도 데이터 CD내에 MP3 형식으로 수록.

## 같이 보기
- 스쿨데이즈